# Ángel María Cortellini
Ángel María Cortellini (Sanlúcar de Barrameda, Cádiz, 1819 – Madrid, post. 1887) fue un pintor español del círculo de pintores del costumbrismo romántico andaluz, que también trabajó el retrato.

## Biografía
Hijo de un italiano del Piamonte casado con una gaditana, comenzó a dar clase de dibujo a muy temprana edad en su ciudad natal, para luego pasar a ser alumno del maestro sevillano Joaquín Domínguez Bécquer. Aún muy joven, viaja a la tierra de su familia paterna y recorre algunas ciudades norteñas italianas (Turín, Milán y Génova). Tras dos años regresó a Sevilla para continuar su formación. 
En 1847 se trasladó a Madrid, donde llegaría a conseguir título de pintor de la Real Cámara y realizar los retratos de la reina Isabel II de España y su marido Francisco de Asís de Borbón. En 1866 recibe la medalla de oro de la Exposición Nacional gracias a Retrato de señora. Igual premio recibió en 1871 por una pintura de historia, La batalla de Wad-Ras.
Parte de su obra se conserva en el Museo de Bellas Artes de Bilbao y el Museo Carmen Thyssen Málaga, con curiosas estampas de género El cante de la moza. Escena de taberna (1846) y No más vino. Escena de taberna (1847), y de temas taurinos como Francisco Montes "Paquiro", antes de una corrida. La despedida del torero (1847) o Salida de la plaza (1847).